# 潮崎軍
潮崎軍（しおざきぐん）は、プロレスリング・ノアの興行において活動したプロレスラーのチームである。
2010年10月30日に、潮崎豪・鈴木鼓太郎・小川良成の3選手によって結成された。この3人の共通点として、今は亡き三沢光晴にゆかりあるメンバーであったことが挙げられる。一時期、コスチュームとしては、小川の影響から潮崎・鈴木と3人揃ってサングラスや伊達眼鏡をかけて入場するシーンがあった。その後は3人に加え、谷口周平やリッキー・マルビンが共闘している。
潮崎軍というチーム名称は、名称がないために日本テレビのG+中継などで便宜的に付けられた名称であるが、週刊プロレスおよびその中の潮崎の持つコーナーなどでも使用されるなど、定着。
2011年4月に鈴木が新軍団ANTI NO MERCY UNION（ANMU）を結成、潮崎や谷口がそれに続いたため、事実上2011年8月をもって活動休止状態となった。

## 略歴
2010年9月に、長期欠場から復帰したDISOBEYの鈴木鼓太郎が、試合中の金丸義信による誤爆、平柳玄藩の反則行為をきっかけにDISOBEYを脱退。新たに小川良成とタッグを結成し、DISOBEYと対立。
同年10月、モハメド・ヨネが潮崎豪に対しDISOBEY加入を要請。同月30日後楽園ホール大会では杉浦貴、モハメド・ヨネ、潮崎豪組対高山善廣、佐野巧真、井上雅央組が組まれ、ともに同じコーナーに立つ。ヨネと潮崎は、試合中に連携を見せるなど、潮崎が加入する雰囲気もみせたが、試合後にヨネが握手を求めると、リングサイドに鈴木鼓太郎と小川良成が現れ、抗議をする。潮崎はヨネと握手を交わした直後に豪腕ラリアットをヨネに見舞い、加入を拒否した。その後、鈴木・小川と握手し、鈴木側と共闘することを宣言した。
この「哀しみのラリアット事件」を機に、ディスオベイと潮崎軍、特にヨネと潮崎は激しい抗争を繰り広げることとなる。同年12月5日の日本武道館大会第4試合、潮崎、小川組対ヨネ、平柳組においては、平柳が試合中に潮崎の頭髪をハサミで切り、挑発するにまで発展した。
2010年12月には鈴木がGHCジュニアヘビー級王座を獲得し、チーム初めてのタイトルホルダーとなる。
2011年2月、リッキー・マルビンが石森太二とのタッグを解消し、新たに小川良成との共闘を宣言した。また、谷口周平も杉浦貴とのタッグを解消し、潮崎と新世代タッグを結成する旨を発表した。これによりマルビンと谷口の両者が潮崎軍のメンバーとのタッグやトリオを組むようになる。
2011年3月には、小川・マルビンがGHCジュニアヘビー級タッグ王座に挑戦。また、潮崎と谷口がGHCタッグ王座に挑戦した。しかし、ともに敗北している。
潮崎・谷口は、同年4月のグローバル・タッグ・リーグ戦2011にも参戦し、3チーム同率の3位に終わる。
3月頃になると、敵対関係にあるディスオベイが分裂。ディスオベイと分派したNO MERCYの間で抗争が激化。そのため潮崎軍は抗争相手を失うこととなる。
4月には鈴木がNO MERCYに反旗を翻すための新軍団ANTI NO MERCY UNION（ANMU）を結成。なお、鈴木の籍が潮崎軍に残っているかは不明で、ANMUと潮崎軍は組むことが多かった。ただし、潮崎軍は組むだけで、NO MERCYとANMUの抗争には潮崎軍は関わっていない。これにより、潮崎軍はカード編成上においてタッグを組むことの多いだけレスラー集団となり、軍団抗争などの活発な活動はほとんど行われない状態となる。
7月10日有明コロシアム大会では、潮崎が杉浦貴の保持するGHCヘビー級選手権に挑戦。見事に勝利し、杉浦の長期政権に終止符を打ち、王者として返り咲く。
7月23日の大阪府立体育会館において行われた新日本プロレスへ流出中のGHCタッグ選手権が行われ、ジャイアント・バーナードとカール・アンダーソンのコンビにノアから森嶋猛と吉江豊が挑むも敗北し奪還ならなかった。しかし、試合後に谷口が登場し、潮崎・谷口組でGHCを取り返すことをマイクアピールした。軍団全体としての活動ではないが、潮崎軍のタッグとして久々の動きとなる。
2011年8月7日、古河市古河体育館にて潮崎はANMUと組んで、NO MERCYと6人タッグで対戦。試合には勝利したものの、潮崎は前日の秋山とのGHCヘビー級選手権で負傷していた唇を徹底的に狙われ、NO MERCYに対し徹底抗戦の構えを見せ、ANMUに加入を決めた。なお、潮崎のタッグ・パートナーの谷口周平も潮崎に合わせてANMUと共闘している（準メンバー扱い）。
この時点で、小川・マルビンは他の潮崎軍メンバーと組むことが減少しており、鈴木・潮崎・谷口の主要メンバーがANMUに流れたことから、事実上2011年8月に潮崎軍は活動を休止した格好となった（明確は休止宣言はしていない）。

## メンバー
- 潮崎豪 - リーダー格
- 小川良成
- 鈴木鼓太郎

共闘選手
- 谷口周平
- リッキー・マルビン

## 連携技

### 潮崎・谷口組
ターミネーター
潮崎のゴー・フラッシャーと谷口の変型スパイン・バスターを合体させたフィニッシュ・ホールド。初披露は2011年4月16日、グローバル・タッグリーグ開幕戦におけるバイソン・スミス&井上雅央組戦で、井上に対して仕掛けられた。合体ゴー・フラッシャーとも呼ばれる。
眉山
相手をジャーマン・スープレックスで投げようとする潮崎を谷口がジャーマンで投げる、2段式ジャーマン・スープレックス。元は新崎人生とアレクサンダー大塚のタッグが開発した技である。
ジャーマン・スープレックス + ラリアット
谷口がジャーマン・スープレックスを決めるべく相手を持ち上げたところへ、潮崎が正面からラリアットを相手の喉下へ放ち、その勢いで谷口がジャーマン・スープレックスで後方へ相手を投げる。

### 小川・鈴木組
長年タッグチームを組んできた三沢と小川が見せたコンビネーションと同じ、あるいはそれを彷彿とさせるものが多い。
カニ挟 → エルボー・ドロップ
小川が蟹挟で相手をうつ伏せに転倒させたところへ、鈴木が助走をつけてエルボー・ドロップを見舞う。三沢・小川組で見られた連携技。
サミング → エルボー・バット → チン・クラッシャー
立っている相手に小川がサミング、ひるむ相手にすぐ鈴木がエルボー・バットを撃ち、さらにふらついた相手に今度は小川がチン・クラッシャー（顎砕き）を見舞う。さらにその後に続けて小川が4の字ジャックナイフ固めでフォールに行くこともある。順序が逆のパターンとして、小川が先にチン・クラッシャーを放ち、鈴木がエルボー・バットへ行くものもある。いずれも三沢・小川組で見られた連携技。
タイガードライバー → バックドロップ・ホールド
鈴木がタイガードライバーを決め、すぐに相手を反転させ小川がそれを受け取り、すぐさまバックドロップ・ホールド（バックドロップの時もたまにある）を決める。鈴木と小川で順序が逆のパターンもある。三沢・小川組で見られた連携技。

## タイトル歴
GHCヘビー級選手権
- 17代 潮崎豪 - 2011年7月23日～

GHCジュニアヘビー級選手権
- 20代 鈴木鼓太郎 - 2010年12月5日～